# فرانچسکو واکارو (بازیکن فوتبال)
فرانچسکو واکارو (انگلیسی: Francesco Vaccaro؛ زادهٔ ۲۶ مارس ۱۹۹۹) بازیکن فوتبال اهل ایتالیا است.